# Leo Müller (Politiker)

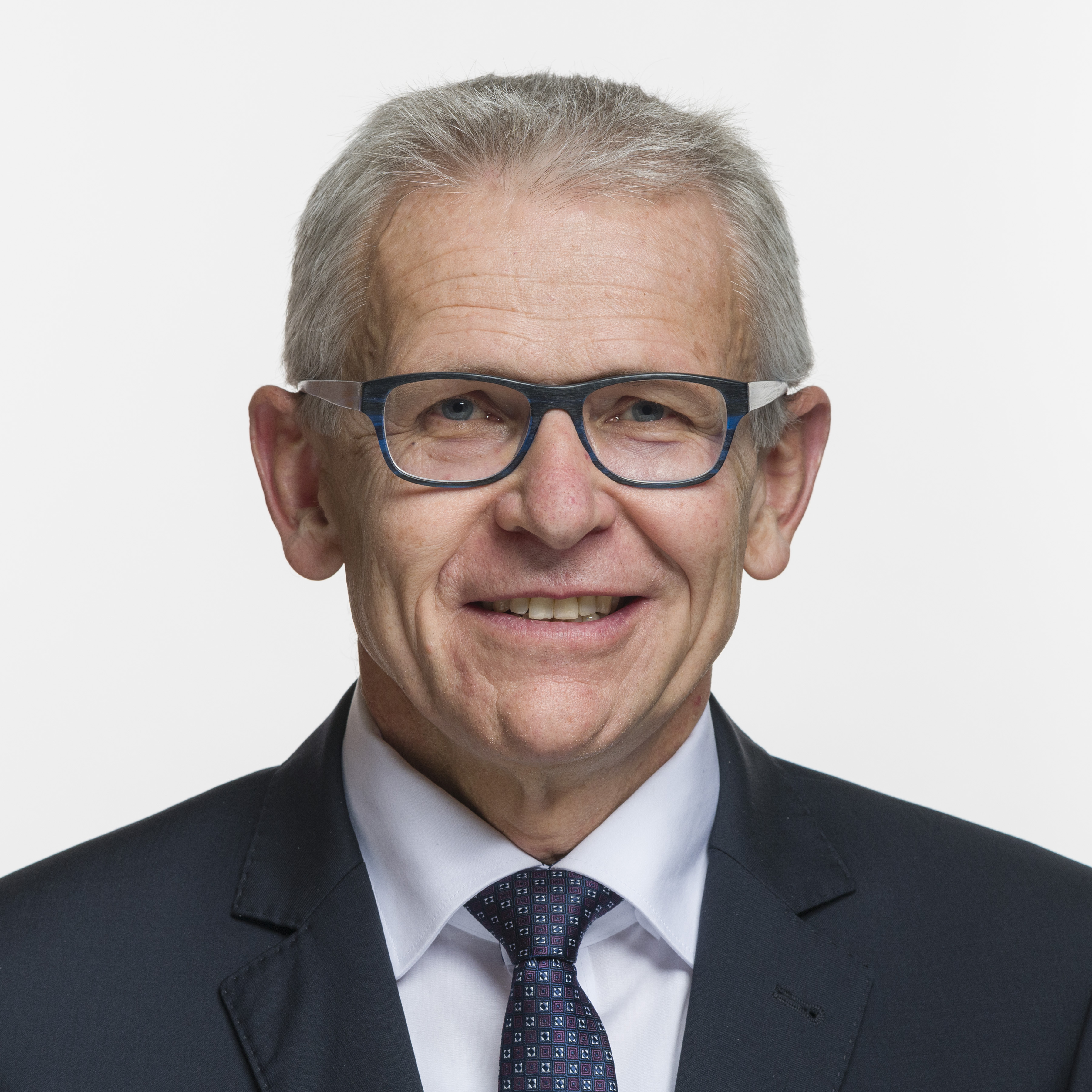
Leo Müller (2019)

Leo Müller (* 4. Juli 1958 in Ruswil; heimatberechtigt in Ruswil und Schüpfheim) ist ein Schweizer Politiker (Die Mitte, vormals CVP).

## Biografie
Müller absolvierte eine Ausbildung zum Landwirt und liess sich zum Agraringenieur diplomieren. Es folgten das Jura-Studium an der Universität Bern und die Erlangung des Anwalts- sowie des Notariatspatentes für den Kanton Luzern. Im Jahr 1997 eröffnete Müller sein eigenes Anwalts- und Notariatsbüro in Ruswil.
In den Jahren 2000 bis 2008 war Müller Präsident der CVP Amt Sursee, von 2008 bis 2018 war er Gemeindepräsident von Ruswil. Er war von 1999 bis 2011 im Kantonsrat von Luzern, wo er Mitglied der Verfassungskommission war und ab 2007 die Kommission Wirtschaft und Abgaben präsidierte. Im Jahre 2011 war er Kantonsratspräsident. Bei den Parlamentswahlen 2011 wurde Müller in den Nationalrat gewählt. Dort nahm er Einsitz in die Finanzkommission. Zurzeit (April 2022) ist er Präsident der Kommission für Wirtschaft und Abgaben und Vizepräsident der Legislaturplanungskommission 2019–2023.
Leo Müller ist verheiratet und Vater von drei Kindern. In der Schweizer Armee bekleidet er den Grad eines Majors.

## Interessenbindungen
Müller ist oder war u. a. Mitglied im Verwaltungsrat von Schweizer Zucker (Vizepräsident), der Suisag, Aktiengesellschaft für Dienstleistungen in der Schweineproduktion (Präsident), der Agrimo AG (Präsident) und bei Fenaco (Mitglied von 2011 bis 2024). Er ist im Vorstand des Zentralschweizer Bauernbunds (Mitglied), des Luzerner Bäuerinnen- und Bauernverbands (Mitglied) und der Solar Agentur Schweiz (Co-Präsident) vertreten. Zudem sitzt er im Beirat der Schweizer Paraplegiker-Stiftung und der Groupe Mutuel sowie in der Gewerbekammer des Schweizerischen Gewerbeverbands.
Er zählt zu den «bäuerlichen Parlamentariern», die Bauernlobby des Schweizer Bauernverbands.